# The Montreux Album
The Montreux Album — пятый студийный альбом группы Smokie, выпущенный 9 октября 1978 года. Записывался с 6 по 24 февраля в Mountain Studios в Монтрё. Это последний альбом группы, созданный в партнерстве с Ники Чинном и Майком Чепменом.

## Список композиций
| №  | Название                  | Автор(ы)        | Длительность |
| -- | ------------------------- | --------------- | ------------ |
| 1. | «The Girl Can't Help It»  | Норман, Спенсер | 3:44         |
| 2. | «Power of Love»           | Чинн, Чепмен    | 1:54         |
| 3. | «No More Letters»         | Норман, Спенсер | 3:27         |
| 4. | «Mexican Girl»            | Норман, Спенсер | 3:57         |
| 5. | «You Took Me by Surprise» | Силсон, Аттли   | 3:38         |

| №                   | Название                 | Автор(ы)            | Длительность |
| ------------------- | ------------------------ | ------------------- | ------------ |
| 6.                  | «Oh Carol»               | Чинн, Чепмен        | 3:39         |
| 7.                  | «Liverpool Docks»        | Силсон, Аттли       | 2:56         |
| 8.                  | «Light Up My Life»       | Силсон, Аттли       | 4:23         |
| 9.                  | «Petesey's Song»         | Норман, Спенсер     | 2:49         |
| 10.                 | «For a Few Dollars More» | Чинн, Чепмен        | 3:33         |
| Общая длительность: | Общая длительность:      | Общая длительность: | 34:32        |

## Участники записи
Smokie
- Крис Норман — ритм-гитара, вокал, клавишные
- Алан Силсон — соло-гитара, бэк-вокал, вокал на «You Took Me by Surprise»
- Терри Аттли — бас-гитара, бэк-вокал, вокал на «Light Up My Life»
- Пит Спенсер — ударные, перкуссия, вокал на «Petesey’s Song», саксофон на «No More Letters»

Технический персонал
- Майк Чепмен — продюсирование
- Пит Коулман — звукоинженер
- Йен Купер — мастеринг
- Ричард Грей — дизайн обложки
- Геред Манковиц[англ.] — фотографии

## Чарты и сертификации

### Чарты
| Чарты (1978)                        | Высшая позиция |
| ----------------------------------- | -------------- |
| Австрия (Ö3 Austria)                | 6              |
| Финляндия (Suomen virallinen lista) | 15             |
| Германия (Offizielle Top 100)       | 3              |
| Нидерланды (Album Top 100)          | 29             |
| Норвегия (VG-lista)                 | 5              |
| Швеция (Sverigetopplistan)          | 3              |
| Великобритания (UK Albums Chart)    | 52             |

### Сертификации
| Регион                                                      | Сертификация | Продажи  |
| ----------------------------------------------------------- | ------------ | -------- |
| Германия (BVMI)                                             | Золотой      | 250 000^ |
| Великобритания (BPI)                                        | Серебряный   | 60 000^  |
| ^ Данные о тиражах приведены только на основе сертификации. |              |          |